# Verena Olejniczak Lobsien
 Verena Olejniczak Lobsien (geborene Olejniczak; * 1957) ist eine deutsche Anglistin und Professorin für Neuere englische Literatur an der Humboldt-Universität zu Berlin.

## Leben
Nach ihrem Studium an der Universität Hannover und an der University of East Anglia (Norwich) wurde sie 1984 in Hannover mit einer Arbeit über T. S. Eliot und Virginia Woolf promoviert. Ihre 1994 erschienene Habilitationsschrift widmet sich der englischen Schriftstellerin Ivy Compton-Burnett. Von 1995 bis 1999 hatte sie eine Professur für Englische Literatur an der Universität Tübingen inne; 1999 wurde sie als Professorin für Neuere englische Literatur an die Humboldt-Universität zu Berlin berufen. Ihr Forschungsschwerpunkt liegt heute auf der englischen Literatur der frühen Neuzeit.
Olejniczak Lobsien ist Mitglied des Editorial Board der Fachzeitschrift Anglia, des Shakespeare-Jahrbuchs und der Zeitschrift für Ästhetik und Allgemeine Kunstwissenschaft.

## Veröffentlichungen (Auswahl)

### Monographien
- Wirkungsstrukturen in ausgewählten Texten T. S. Eliots und Virginia Woolfs. Eine Untersuchung zur Leserwirkung moderner englischer Literatur (= Anglistische und amerikanistische Texte und Studien. Bd. 3). Olms, Hildesheim 1987, ISBN 978-3-487-07885-4 (zugleich: Hannover, Universität, Dissertation, 1984).
- Subjektivität als Dialog. Philosophische Dimensionen der Fiktion. Zur Modernität Ivy Compton-Burnetts (= Übergänge. Bd. 27). Fink, München 1994, ISBN 978-3-7705-2906-3 (zugleich: Frankfurt (Main), Universität, Habilitationsschrift, 1992).
- Skeptische Phantasie. Eine andere Geschichte der frühneuzeitlichen Literatur. Fink, München 1999, ISBN 978-3-7705-3430-2.
- mit Eckhard Lobsien: Die unsichtbare Imagination. Literarisches Denken im 16. Jahrhundert. Fink, München 2003, ISBN 978-3-7705-3899-7.
- Transparency and Dissimulation. Configurations of Neoplatonism in Early Modern English Literature. De Gruyter, Berlin 2010, ISBN 978-3-11-022884-7.
- Jenseitsästhetik. Literarische Räume letzter Dinge. Berlin University Press, Berlin 2012, ISBN 978-3-86280-044-5.
- Shakespeares Exzess. Sympathie und Ökonomie. Berlin University Press, Wiesbaden 2015, ISBN 978-3-7374-1309-1.

### Herausgeberschaften
- mit Maria Moog-Grünewald (Hrsg.): Apokalypse. Der Anfang im Ende. Winter, Heidelberg 2003, ISBN 3-8253-1293-3.
- mit Claudia Olk (Hrsg.): Neuplatonismus und Ästhetik. Zur Transformationsgeschichte des Schönen. De Gruyter, Berlin 2007, ISBN 978-3-11-019225-4.
- mit Claudia Olk und Katharina Münchberg (Hrsg.): Vollkommenheit. Ästhetische Perfektion in Mittelalter und Früher Neuzeit (= Transformationen der Antike. Bd. 13). De Gruyter, Berlin 2010, ISBN 978-3-11-022236-4.